# Procloeon venosum
Procloeon venosum är en dagsländeart som först beskrevs av Jay R. Traver 1935.  Procloeon venosum ingår i släktet Procloeon och familjen ådagsländor. Inga underarter finns listade i Catalogue of Life.